# Real Live Doll
«Real Live Doll» es otra canción navideña de la banda de Surf rock y Rock and Roll, estadounidense The Trashmen. Esta canción fue compuesta por el difunto baterista y cantante de la banda, Steve Wahrer, y por el bajista de la banda, Bob A. Reed. Esta canción aparece en el lado B del sencillo «Dancin' with Santa». También aparece una versión alternativa de la canción en el álbum recopilatorio publicado por Sundazed Music, Tube City!: The Best of the Trashmen.

## Miembros
- Steve Wahrer - Cantante, Batería, Compositor
- Tony Andreason - Guitarra
- Bob Reed - Bajo eléctrico
- Dal Winslow - Guitarra rítmica, Voz

- Datos: Q6101975